# Parq Timna‘
Parq Timna‘ (hebreiska: Park Timna‘, פרק תמנע) är ett naturreservat i Israel.   Det ligger i distriktet Södra distriktet, i den södra delen av landet.